# Agustínez
Agustínez es una entidad de población española del municipio de San Muñoz, perteneciente a la provincia de Salamanca, en la comunidad autónoma de Castilla y León.

## Historia
Hacia mediados del siglo XIX, el lugar era referido como una alquería aneja de Gallegos de Huebra y agregada a San Muñoz. Aparece descrito en el primer volumen del Diccionario geográfico-estadístico-histórico de España y sus posesiones de Ultramar de Pascual Madoz con las siguientes palabras:

AGUSTINEZ: alq. aneja de Gallegos de Huebra, y agregada al ayunt. de S. Muñoz (1 leg.), en la prov. y dióc. de Salamanca (8), part. jud. de Sequeros (5), sit. en un llano á la izq. y 400 pasos del r. Huebra, bien ventilada, aunque poco sana en el estío, á causa del estancamiento de las aguas de aquel; tiene una casa grande y cómoda (junto á la cual pasa la calzada que baja de la Sierra de Francia), habitada por un vec. y 6 alm., sin contar los criados que suelen ser siete ú ocho, dedicados á la agricultura y ganaderia, los cuales se surten de agua de una fuente y un pozo perennes. Confina su térm., por N. con la Sagrada, E. con Gallegos de Huebra, S. con Abusejo, O. con Buenabarba, y se estiende de N. á S. 1/2 leg., y 1/4 de E. á O.; el terreno aunque tenaz, bastante guijarroso y de secano, de muy buena calidad, con algun monte de encina en la parte cultivada y fresnos en la ribera del r., abunda en buenos pastos, y tiene un prado de cerca de 1/4 de leg. de circunferencia. Prod. toda clase de granos con especialidad trigo, ganado vacuno, lanar y cerdoso y abundante caza menor.
(Madoz, 1845, p. 162)

En 2022, tenía empadronados tres habitantes.